# آسیاب شماره ۱ شیخ حسین
آسیاب شماره ۱ شیخ حسین مربوط به سده‌های متاخر دوران‌های تاریخی پس از اسلام است و در شهرستان کهگیلویه، بخش چرام، ۳۰۰ متری جنوب غربی روستای شیخ حسین واقع شده و این اثر در تاریخ ۱۸ شهریور ۱۳۸۷ با شمارهٔ ثبت ۲۳۳۴۰ به‌عنوان یکی از آثار ملی ایران به ثبت رسیده است.